# Martonfa, Baranya
Martonfa este un sat în districtul Pécsvárad, județul Baranya, Ungaria, având o populație de 206 locuitori (2011). 

## Demografie
Componența etnică a satului Martonfa
     Maghiari (95,65%)
     Germani (1,93%)
     Necunoscut (2,42%)
     Alții (2,42%)
Componența confesională a satului Martonfa
     Romano-catolici (47,57%)
     Fără religie (10,19%)
     Reformați (3,88%)
     Atei (1,46%)
     Necunoscută (36,89%)
     Alte religii (1,46%)
Conform recensământului din 2011, satul Martonfa avea 206 locuitori. Din punct de vedere etnic, majoritatea locuitorilor (95,65%) erau maghiari, cu o minoritate de germani (1,93%). Apartenența etnică nu este cunoscută în cazul a 2,42% din locuitori. Nu există o religie majoritară, locuitorii fiind romano-catolici (47,57%), persoane fără religie (10,19%), reformați (3,88%) și atei (1,46%). Pentru 36,89% din locuitori nu este cunoscută apartenența confesională.